# Alfred Mineo
Pour les articles homonymes, voir Mineo (homonymie).
Alfredo Manfredi connu sous le pseudonyme de Alfred Mineo ou encore Al Mineo (1880 - mort le 5 novembre 1930 à New York) était un mafioso italo-américain du début du XXe siècle, membre de la branche américaine de Cosa Nostra, qui fut l'une des victimes de la guerre des Castellammarese, opposant deux chefs de gang, Joe Masseria et Salvatore Maranzano.

## Biographie
Ami de Giuseppe Masseria, Alfred Mineo fut placé par ce dernier en 1928 — après le meurtre de Salvatore D'Aquila, au début de la guerre des Castellammarese, par des tueurs de Joe Masseria — à la tête de la « famille » Gambino.
Après la mort de son ami et de Maranzano, il voulait éliminer les frères Mangano, responsables de ces décès. L'aîné des frères Mangano, Vincent le tua de ses propres mains, en même temps que Steven Ferrigno, un autre fidèle de Giuseppe Maseria, le 5 novembre 1930, devant un immeuble de Pelham Parkway, dans le Bronx, avant qu'il ne puisse mettre ce projet à exécution.